# Retrato de uma Dama (De Predis)
Retrato de uma Dama é uma obra de Giovanni Ambrogio de Predis que se encontra na Pinacoteca Ambrosiana em Milão na Itália.